# Phaolô Bùi Văn Đọc
Phaolô Bùi Văn Đọc (11 tháng 11 năm 1944 – 7 tháng 3 năm 2018) là một giám mục Giáo hội Công giáo Roma người Việt Nam. Ông nguyên là Chủ tịch Hội đồng Giám mục Việt Nam nhiệm kỳ 2013–2016 cũng là nguyên Chủ tịch Ủy ban Giáo lý Đức tin thuộc Hội đồng giám mục Việt Nam trong 5 nhiệm kỳ 2001–2018 (trừ giai đoạn 2013–2016 làm Chủ tịch Hội đồng). Ông cũng là Tổng giám mục của Tổng giáo phận Thành phố Hồ Chí Minh từ 2014 đến 2018. Khẩu hiệu giám mục của ông là "Chúa là nguồn vui của con." Ông có thể nói tiếng Anh, Pháp, Ý và Latinh.
Trong quá trình tu tập, từ năm 1956, Bùi Văn Đọc học tại nhiều Chủng viện Công giáo khác nhau: Tiểu chủng viện Sài Gòn, Đại Chủng viện Thánh Giuse Sài Gòn và tại Đại học Truyền giáo Urbaniana, Rôma. Năm 1970, ông trở về Việt Nam và được thụ phong linh mục ngày 17 tháng 12. Trong thời kỳ linh mục, ông đảm trách nhiều chức vụ khác nhau như giáo sư các tiểu chủng viện khác nhau tại Việt Nam, đồng thời từng đảm nhận vai trò Giám đốc Đại chủng viện Minh Hòa, Đà Lạt. Từ năm 1995, ông kiêm thêm nhiệm vụ Tổng đại diện Giáo phận Đà Lạt.
Cuối tháng 3 năm 1999, Tòa Thánh bổ nhiệm linh mục Phaolô Bùi Văn Đọc làm Giám mục chính tòa Giáo phận Mỹ Tho. Lễ tấn phong giám mục được tổ chức tại nhà thờ chính tòa Đà Lạt ngày 20 tháng 5 cùng năm do Tổng giám mục Tổng giáo phận Thành phố Hồ Chí Minh Gioan Baotixita Phạm Minh Mẫn làm chủ phong.
Ngày 28 tháng 9 năm 2013, Tòa Thánh bổ nhiệm giám mục Đọc làm Tổng giám mục phó Tổng giáo phận Thành phố Hồ Chí Minh với quyền kế vị. Cùng với bổ nhiệm trên đây, Tân Tổng giám mục Phó Bùi Văn Đọc cũng được bổ nhiệm làm Giám quản Tông Tòa giáo phận Mỹ Tho. Tại kỳ họp thứ 12 của Hội đồng Giám mục Việt Nam, ông được bầu làm Chủ tịch Hội đồng Giám mục Việt Nam nhiệm kỳ 2013–2016.
Ngày 22 tháng 3 năm 2014, Giáo hoàng Phanxicô đã chấp thuận đơn từ nhiệm chức Tổng giám mục của Hồng y Gioan Baotixita Phạm Minh Mẫn, Tổng giám mục phó Phaolô Bùi Văn Đọc đương nhiên kế vị chức tổng giám mục theo Giáo luật. Ngày 13 tháng 9 cùng năm, Giáo hoàng bổ nhiệm ông làm thành viên Bộ truyền giáo.
Tổng giám mục Bùi Văn Đọc đột ngột qua đời tại Rôma, khi đang tham dự chuyến hành trình Ad Limina cùng với Hội đồng Giám mục Việt Nam vào sáng ngày 7 tháng 3 năm 2018, theo giờ Việt Nam. Cái chết đột ngột của ông tạo ra những biến cố xảy ra lần đầu tiên: giám mục Việt Nam đương nhiệm đầu tiên qua đời trong chuyến đi Ad Limina, qua đời tại giáo đô Rôma, cũng như trở thành giám mục đầu tiên được giáo hoàng dâng lễ cầu nguyện và Hồng y Quốc vụ khanh chủ sự lễ đưa chân. Thi hài cố Tổng giám mục về đến Việt Nam tối ngày 15 cùng tháng sau nhiều thủ tục phức tạp. Tang lễ cho cố Tổng giám mục do Tổng giám mục Giuse Nguyễn Chí Linh chủ tế vào 8 giờ sáng ngày 17 tháng 3 năm 2018.

## Những năm đầu tu nghiệp
Bùi Văn Đọc sinh ngày 11 tháng 11 năm 1944, tại Đà Lạt. Quê nội ông thuộc giáo họ An Lộng (nay là giáo xứ), xã Triệu Hòa, huyện Triệu Phong, tỉnh Quảng Trị, thuộc Tổng giáo phận Huế. Quê ngoại ông thuộc giáo xứ Cây Vông, xã Diên Sơn, huyện Diên Khánh, tỉnh Khánh Hòa, thuộc Giáo phận Nha Trang. Cha ông là ông Thomas Bùi Văn Giảng và mẹ ông là bà Maria Nguyễn Thị Tỳ; bà Tỳ là cô ruột của Đức ông Phêrô Nguyễn Quang Sách (1923–2017), nguyên Tổng Đại diện Giáo phận Nha Trang. Cậu bé Đọc được cử hành nghi thức rửa tội vào ngày 18 tháng 12, hơn một tháng sau khi cậu chào đời.. Bùi Văn Đọc là con út và là người con trai duy nhất của gia đình gồm 5 người con. Theo giám mục Võ Đức Minh, trên thực tế, gia đình cậu Đọc có cả thảy 8 người con, bản thân cậu Út có ba người anh và bốn người chị, trong khi tất cả các anh của cậu qua đời từ nhỏ. Trong gia đình, ông còn có một người cháu là linh mục Antôn Nguyễn Bảo Chi Quốc, linh mục giáo phận Nha Trang, Tiến sĩ Kinh Thánh (2023).
Thân phụ cậu bé Bùi Văn Đọc qua đời khi cậu ba tuổi, và cũng trong năm này, gia đình gửi cậu vào trường nội trú do các nữ tu dòng Thánh Phaolô Chartres điều hành mang tên trường Nazareth (tại Đà Lạt). Bắt đầu vào học cấp 1, cậu bé Đọc được chuyển đến học tại trường Adran (Đà Lạt) do các nam tu sĩ dòng La San điều hành. Cậu lần lượt nhận Bí tích Thánh Thể lần đầu năm 1952 và Bí tích Thêm Sức tại Nhà thờ Thánh Nicôla Đà Lạt vào năm 1954. Chủ sự nghi thức Thêm Sức là giám mục Jean Cassaigne Sanh, Đại diện Tông Tòa Hạt Đại diện Tông Tòa Sài Gòn. Cùng trong đợt Thêm Sức này cũng có cậu bé Giuse Võ Đức Minh, sau là giám mục Nha Trang.
Những ngày thơ ấu, cậu bé Đọc dự định theo con đường tu trì bằng cách gia nhập Dòng Chúa Cứu Thế, nhưng sau đó lại quyết định theo tu học con đường linh mục giáo phận.
Từ năm 1956 đến năm 1963, ông học tại Tiểu chủng viện Sài Gòn. Trong vòng một năm sau đó thì ông học tại Đại Chủng viện Thánh Giuse Sài Gòn, và rồi ông du học ở Rôma, tại Đại học Truyền giáo Urbaniana. Năm 1970, ông tốt nghiệp cử nhân Thần học, cử nhân Triết học, sau đó trở về Việt Nam. Trong thời kì chủng sinh, ước mơ lớn nhất của ông là trở thành một thần học gia. Ông nghiên cứu, tìm hiểu và giảng dạy một trong những đề tài được đánh giá là hóc búa nhất của thần học, đó là về Chúa Ba Ngôi.

## Linh mục
Ngày 17 tháng 12 năm 1970, phó tế Bùi Văn Đọc được thụ phong linh mục, bởi Giám mục Simon Hòa Nguyễn Văn Hiền. Về lý do kêu gọi Phó tế Bùi Văn Đọc về Việt Nam cử hành nghi thức truyền chức linh mục, được giám mục Hiền chia sẻ với linh mục Phêrô Nguyễn Văn Nhơn là: "Thôi, bà cố của thầy Đọc đã già rồi, không thể đi Rome dự lễ nên tôi gọi thầy về chịu chức để bà cố và gia đình có thể tận mắt tham dự thánh lễ truyền chức". Vì được học tập trong bầu khí đổi mới của Công đồng Vatican II, nên khi trở về nước, linh mục Đọc thực hiện nhiều hình thức canh tân, đổi mới theo hướng Công đồng, nhiều linh mục nhận định ông cấp tiến.
Sau khi thụ phong linh mục, ông lần lượt được bổ nhiệm làm giáo sư Tiểu chủng viện Simon Hòa (1970–1972), Đại chủng viện Minh Hòa và Viện Đại học Đà Lạt. Năm 1975, ông được bổ nhiệm làm Giám đốc Đại chủng viện Minh Hòa và giữ chức vụ này đến năm 1995. Ngoài ra, ông còn đảm nhiệm vai trò giáo sư Thần học Tín lý tại Đại chủng viện Thánh Giuse Sài Gòn (1986–2008), Đại chủng viện Huế (1994–1996) và Đại chủng viện Thánh Giuse Hà Nội (1991–1995). Từ năm 1995, ông kiêm thêm nhiệm vụ Tổng đại diện Giáo phận Đà Lạt. Trong vai trò này, ông trở thành người trợ giúp đắc lực cho các đời giám mục Đà Lạt: Bartôlômêô Nguyễn Sơn Lâm và Phêrô Nguyễn Văn Nhơn với các công việc chăm sóc giáo phận, đặc biệt cho linh mục đoàn giáo phận.
Trong thời gian làm linh mục, ông cũng thường đảm nhiệm vai trò thường huấn cho linh mục đoàn giáo phận Đà Lạt. Các linh mục đánh giá cao sự thông minh, hiểu biết của linh mục Bùi Văn Đọc về các chủ đề thần học, tín lý và Kinh Thánh, đặc biệt về Chúa Ba Ngôi.
Năm 1998, linh mục Bùi Văn Đọc tham dự Thượng hội đồng Giám mục Á Châu với tư cách chuyên viên của các giám mục Việt Nam.

## Giám mục Giáo phận Mỹ Tho
Ngày 26 tháng 3 năm 1999, linh mục Phaolô Bùi Văn Đọc được Tòa Thánh bổ nhiệm làm Giám mục chính tòa Giáo phận Mỹ Tho. Việc bổ nhiệm linh mục Đọc chức vị Giám mục Mỹ Tho là thành quả đầu tiên của chuyến viếng thăm tháng 2 năm 1999 của Phái đoàn Tòa Thánh đến Việt Nam. Cảm nhận được thông tin bổ nhiệm, linh mục Giuse Võ Đức Minh (lúc này là chính xứ Chính Tòa Đà Lạt) ghé vào văn phòng linh mục Tổng Đại diện Bùi Văn Đọc vào chiều ngày bổ nhiệm. Cả hai đã im lặng cho đến thời khắc thông tin bổ nhiệm chính thức được công bố, trước khi linh mục Minh chúc mừng Giám mục Tân cử và gợi nhắc tân giám mục chọn khẩu hiệu và huy hiệu cho mình. Với sự góp ý của linh mục Minh, giám mục Tân cử chọn cho mình khẩu hiệu Chúa là nguồn vui của con và hình ảnh huy hiệu gợi nhắc sự sống hòa quyện, hiệp thông trong Thiên Chúa Ba Ngôi, theo ý giám mục Đọc. Huy hiệu Giám mục của Giám mục Bùi Văn Đọc lấy hình ảnh của bức tranh vẽ Thiên Chúa Ba Ngôi của Andrei Rublev, là một bức tranh nổi tiếng từ thế kỉ XIV. Giải thích về việc chọn lựa này, Giám mục Đọc cho biết: "Bức danh hoạ này là một sứ điệp bình an và hiệp nhất, là một Tin Mừng về Tình yêu tuyệt đối".
Lễ tấn phong giám mục cho giám mục tân cử được cử hành tại nhà thờ chính tòa Đà Lạt vào ngày ngày 20 tháng 5 năm 1999 với sự tham dự của khoảng 14.000 giáo dân, 500 linh mục, 2 viện phụ Phước Sơn, Phước Lý, 22 tổng giám mục và giám mục toàn quốc. Nghi thức tấn phong do chủ phong là Tổng giám mục Tổng giáo phận Thành phố Hồ Chí Minh Gioan Baotixita Phạm Minh Mẫn. Hai vị phụ phong gồm Giám mục chính tòa Giáo phận Thanh Hoá Bartôlômêô Nguyễn Sơn Lâm và Giám mục chính tòa Giáo phận Đà Lạt Phêrô Nguyễn Văn Nhơn.Ngày 27 tháng 5 năm 1999, Tân giám mục Phaolô Bùi Văn Đọc chính thức nhậm chức tại Giáo phận Mỹ Tho.
Tháng 7 năm 2000, giám mục Bùi Văn Đọc liên kết với trang tin VietCatholic thực hiện chương trình Kinh Thánh với Tràng hạt Mân Côi. Sau đó hai tháng, ông nhanh chóng hoàn thành công việc, suy niệm các kinh Năm sự Vui, Năm sự Mừng và Năm sự Thương. Tháng 9 năm 2000, lũ lụt xảy ra tại các giáo phận Nam Bộ được coi là nặng nề nhất tại vùng đồng bằng sông Cửu Long trong 40 năm, trong đó có giáo phận Mỹ Tho. Ngoài kêu gọi hỗ trợ, giám mục giáo phận Đà Lạt Phêrô Nguyễn Văn Nhơn cùng giám mục Bùi Văn Đọc đi xuồng đến cứu trợ các nạn nhân lũ lụt. Nói về thiệt hại đối với giáo phận mỹ Tho, trong thư kêu gọi ngày 22 tháng 9 năm 2000, cho biết trong giáo phận có 2.700 gia đình công giáo cần cứu trợ cách khẩn cấp, 5.000 căn nhà đang chìm trong bể nước.
Tháng 5 năm 2002, giám mục Đọc trở về thăm Giáo phận Đà Lạt, là nơi xuất thân của ông. Giữa tháng 10 năm 2002, Giáo hoàng Gioan Phaolô II công bố kinh Năm sự Sáng, Giám mục Đọc một lẫn nữa liên kết với trang tin VietCatholic và hoàn thành chương trình của ông sau một tháng. Sau đợt lũ lịch sử năm 2000, giáo dân lâm vào cảnh khó khăn vì lụt nhất là ở những địa điểm ven sông, vùng trũng thấp. Nhận thấy tình hình nguy cấp, Giám mục Đọc quyết định hợp tác với Caritas Đức xây dựng các công trình y tế, nhà trẻ, cất nhà cho dân nghèo. Đích thân ông cũng xuống tận nhà thăm hỏi giáo dân. Qua những công việc [cứu trợ] này, giáo dân đánh giá cao giám mục Đọc.
Trong 15 năm quản nhiệm Giáo phận Mỹ Tho, Giám mục Bùi Văn Đọc đã quyết định phát triển giáo phận theo từng giai đoạn 5 năm: vấn đề củng cố linh mục đoàn giáo phận (1999–2004), về việc phát triển các giáo hạt (2004–2009) và củng cố và phát triển sinh hoạt các hội đoàn (2009–2014).
Trong thời kì về củng cố linh mục đoàn, giám mục Đọc chú trọng tăng cường tình huynh đệ trong linh mục đoàn, đề nghị các linh mục nâng cao tri thức bằng cách giới thiệu các cuốn sách mới, gửi nhiều linh mục đi du học và tăng cường số lượng các buổi tĩnh tâm theo từng phân vùng: theo tỉnh, theo cơ cấu giáo hạt và giáo phận. Mối liên hệ giữa linh mục chính và phó xứ cũng được giám mục Bùi Văn Đọc quan tâm, thể hiện qua Thư gởi Các Cha Sở và Thư gởi Các Cha Phó.
Năm 2006, Chủ tịch Uỷ ban Giáo lý Đức Tin Bùi Văn Đọc bàn thảo với một số linh mục, nêu lên băn khoăn cần soạn thảo từ điển công giáo Việt Nam. Ý tưởng này đã được ghi nhận và xuất bản từ điển đầu tiên với 500 mục từ năm 2011 và 2022 mục từ năm 2016.
Ngoài các linh mục, giám mục Mỹ Tho Bùi Văn Đọc cũng cho tiến hành đào tạo huấn luyện các nhóm giáo dân nhằm cộng tác với hàng giáo sĩ như: giáo lý viên, linh hoạt viên giới trẻ, huynh trưởng phong trào Thiếu Nhi Thánh Thể, nhân sự công tác bác ái xã hội và nhân sự truyền thông các giáo xứ. Giám mục Đọc quyết định cho xây dựng thêm khu nhà lớn trong Trung tâm Mục vụ Giáo phận Mỹ Tho năm 2008. Về vấn đề bác ái, dưới sự cho phép của ông, ban Bác ái giáo phận đã trợ giúp cho nhiều hoàn cảnh khó khăn. Chính bản thân Tòa Giám mục cũng đã quyết định thành lập Trường Khuyết Tật Nhân Ái Thành phố Mỹ Tho vào năm 2004 và trực tiếp quản lý, là một cơ sở giảng dạy văn hóa lẫn nghề cho các học sinh khiếm thính. Dưới thời Giám mục Đọc, giáo phận Mỹ Tho đã thiết lập các ban tương ứng với cơ cấu Uỷ ban của Hội đồng Giám mục Việt Nam. Giám mục Phaolô cũng là người đề xướng và cho phép xây dựng trung tâm hành hương kính Các Thánh Tử đạo Việt Nam tại Ba Giồng, đặt nơi đây làm Trung tâm Hành hương giáo phận và xây dựng hàng trăm công trình lớn nhỏ khác. Ông cũng quan tâm đến giáo dân nghèo khó: khi dịch cúm H5N1 hoành hành, giám mục Đọc theo dõi kĩ diến biến tình hình, hỗ trợ các linh mục trong giáo phận. Giám mục Đọc cũng hỗ trợ thuốc và cho đón nhiều đoàn y bác sĩ xuống để dập tắt dịch bệnh. Năm 2011, Giám mục Đọc cho tái thiết Hội Doanh nhân Công giáo Mỹ Tho. Năm 2013, ông cho xây dựng cơ sở sản xuất nước đóng chai Caritas Mỹ Tho đặt tại họ đạo Long Định 2, giúp lấy kinh phí hoạt động của Caritas giáo phận, giúp lo cho học sinh nghèo học bổng, hỗ trợ gia đình ở thôn quê.
Trong giai đoạn 5 năm từ năm 2004 đến năm 2009, Giám mục Bùi Văn Đọc quyết định giảm số giáo hạt trong giáo phận Mỹ Tho từ 9 còn 6, tổ chức các hoạt động liên kết trong giáo hạt, nâng cao vai trò linh mục quản hạt và bầu chọn các linh mục phó quản hạt. Trong khoảng thời gian cuối cùng tại Mỹ Tho, ông chú trọng tái thiết các hội đoàn để phát triển đời sống đạo của giáo dân trong giáo phận. Ngày 25 tháng 3 năm 2009, ông chuẩn nhận thành lập Hội đồng Mục vụ Giáo phận Mỹ Tho, có nhiệm vụ khuyến khích mọi giáo dân, kể cả giáo sĩ, tu sĩ tăng cường các hoạt động phát triển giáo phận.
Trong khuôn khổ chuyến viếng thăm nghĩa vụ đến Tòa Thánh (Ad Limina) năm 2009, trong một bài giảng tại Vương cung Thánh đường thánh Phaolô ngoại thành, Giám mục Bùi Văn Đọc đã gây tranh cãi vì nêu quan điểm của ông nhằm đáp trả quan điểm cho rằng các giám mục Việt Nam im lặng trước những vấn nạn xã hội. Cụ thể, ông đã có phát ngôn: Nếu có ai không thích cộng sản, người ấy không nên yêu cầu chúng tôi khích bác họ. Câu nói này đã làm nhiều người than phiền, thất vọng. Trong một bài viết phân tích bài giảng của Giám mục Bùi Văn Đọc, linh mục Pascal Nguyễn Ngọc Tỉnh O.F.M. có nhận xét cho rằng giám mục Đọc đã cắt xén Lời Chúa nhằm bảo vệ quan điểm.

## Tổng giám mục Tổng giáo phận Tp.HCM

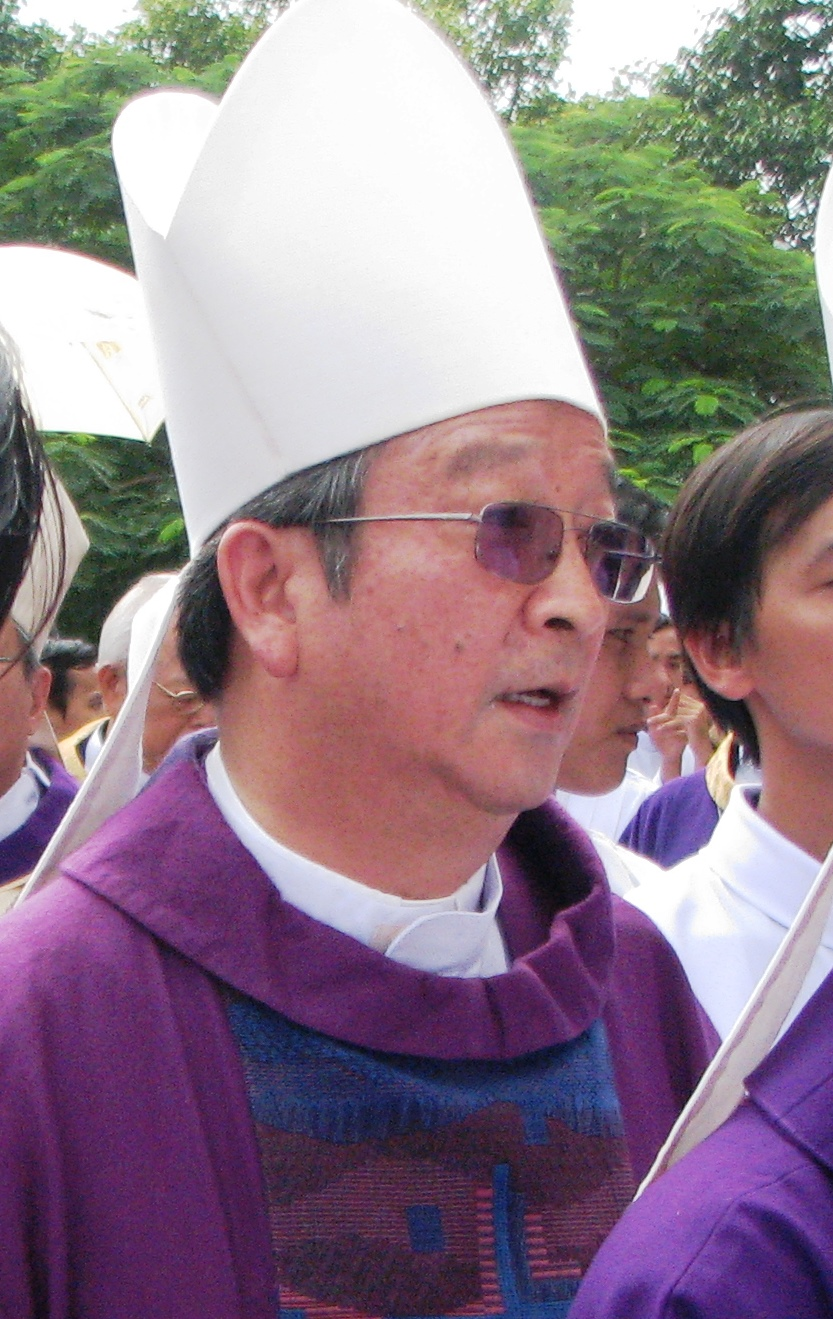
Chân dung Giám mục Bùi Văn Đọc, ảnh chụp tháng 8 năm 2013

### Tổng giám mục Phó
Ngày 28 tháng 9 năm 2013, Giám mục Phaolô Bùi Văn Đọc được Tòa Thánh bổ nhiệm làm Tổng giám mục phó Tổng giáo phận Thành phố Hồ Chí Minh với quyền kế vị đương kim Tổng giám mục của giáo phận này là Hồng y Gioan Baotixita Phạm Minh Mẫn. Cùng với bổ nhiệm này, Tân Tổng giám mục Phó Bùi Văn Đọc cũng được bổ nhiệm làm Giám quản Tông Tòa giáo phận Mỹ Tho.
Ngày 30 tháng 9 năm 2013, thay mặt các giám mục Việt Nam, Tổng giám mục Tổng giáo phận Hà Nội Phêrô Nguyễn Văn Nhơn gửi thư chúc mừng giám mục Bùi Văn Đọc được trao nhiệm vụ mới, trong thư ông cũng chung vui với Hồng y Phạm Minh Mẫn khi đã có Tổng giám mục Phó Bùi Văn Đọc trợ giúp khi sức khỏe của hồng y Mẫn đang giảm sút. Tại kỳ họp thứ 12 của Hội đồng Giám mục Việt Nam kết thúc trưa ngày 11 tháng 10 năm 2013 tại Trung tâm Mục vụ Tổng giáo phận Thành phố Hồ Chí Minh, Tổng giám mục Bùi Văn Đọc được các giám mục bầu chọn đảm nhận chức Chủ tịch Hội đồng Giám mục Việt Nam nhiệm kỳ 2013–2016.
Ngày 19 tháng 10 năm 2013, Tổng giáo phận Thành phố Hồ Chí Minh cử hành lễ bế mạc Năm Đức Tin do Tổng giám mục phó Bùi Văn Đọc chủ tế với sự đồng tế của Giám mục phụ tá Tổng giáo phận Phêrô Nguyễn Văn Khảm, Giám mục Giáo phận Long Xuyên Giuse Trần Xuân Tiếu, Giám mục Giáo phận Vinh Phaolô Nguyễn Thái Hợp, Tổng giám mục Đại diện Tòa Thánh Leopoldo Girelli và rất đông các linh mục. Tham dự có đông đảo đại diện các tu sĩ, giáo dân, ân nhân của Tổng giáo phận và thân nhân của Hồng y Mẫn và của tân tổng giám mục phó. Buổi lễ này, ngoài ý nghĩa kỷ niệm 10 năm nhận tước hồng y của hồng y Phạm Minh Mẫn, còn là một buổi lễ chính thức nhằm giới thiệu tân tổng giám mục phó Bùi Văn Đọc đến giáo dân tổng giáo phận.

### Tổng giám mục
Trong thời gian Tổng Giám mục Phaolô Bùi Văn Đọc đảm nhiệm vai trò Tổng giám mục chính tòa, chủ đề các bài giảng, huấn từ và các cuộc trao đổi của ông thường có chủ đề là niềm vui. Một vài linh mục trong giáo phận có khi chưa hài lòng về những phát biểu hết sức ngắn gọn của vị Tổng giám mục. Trong những buổi thường huấn, họp mặt tất niên, Tổng giám mục Đọc quyết định không đúc kết các thành quả, nhưng lại chọn phát biểu súc tích về niềm vui về sự hội ngộ cùng các linh mục. Tính cách vui vẻ của ông góp phần giải quyết các vấn đề giáo phận một cách nhanh chóng. Ông được nhìn nhận là có cách đánh giá vấn đề một cách thông thoáng hơn, giảm bớt tính hình thức.

#### Bổ nhiệm và lễ nhậm chức
Ngày 22 tháng 3 năm 2014, Giáo hoàng Phanxicô đã chấp thuận đơn từ nhiệm tổng giám mục của hồng y Gioan Baotixita Phạm Minh Mẫn, tổng giám mục phó Phaolô Bùi Văn Đọc đương nhiên kế vị chức tổng giám mục theo Giáo luật.Trong Mùa Chay cùng năm, Tân Tổng giám mục Đọc đã hỏi ý kiến các linh mục cao niên tại Tổng giáo phận và đã có cuộc gặp riêng linh mục Inhaxiô Hồ Văn Xuân ngỏ ý đề nghị linh mục này đảm trách vai trò Tổng đại diện.
Sáng ngày 24 tháng 4 năm 2014, Tân Tổng giám mục chính tòa Tổng giáo phận Thành phố Hồ Chí Minh Phaolô Bùi Văn Đọc chủ sự lễ nhận chức vụ, trong lễ có các nghi thức chuyển giao ngai tòa, chức vị Tổng giám mục cho ông từ người tiền nhiệm là nguyên Tổng giám mục – Hồng y Phạm Minh Mẫn. Cùng đồng tế có các giám mục từ 26 giáo phận tại Việt Nam, cùng đông đảo các linh mục. Tham dự có đông đảo giáo dân.
Ngày 25 tháng 6 năm 2014, ông cùng linh mục nguyên Tổng Đại diện Huỳnh Công Minh, Linh mục Tân Tổng Đại Diện Hồ Văn Xuân, Linh mục Clemente Minh Trung, Linh mục Đăng Thiện và chị của ông là bà Bùi Thị Hữu đến Roma để chuẩn bị lãnh dây pallium. Đến ngày 29 tháng 6 năm 2014, Tổng giám mục Phaolô Bùi Văn Đọc nhận dây pallium do Giáo hoàng Phanxicô trao cùng với 23 Tổng giám mục khác trên toàn thế giới, dây pallium là biểu tượng của sự hiệp thông giữa các Tổng giám mục với Giáo hoàng.

#### Các hoạt động mục vụ năm 2014
Với vai trò Tân Tổng giám mục, Bùi Văn Đọc quyết định danh sách thuyên chuyển các linh mục giáo phận, đồng thời chọn ra ban Tư vấn mới. Danh sách này được ông xác nhận và công bố vào này 8 tháng 6.
Bày tỏ thái độ trước hành vi Trung Quốc cho giàn khoan HD–981 xâm phạm chủ quyền Việt Nam, Chủ tịch Hội đồng Giám mục Việt Nam Bùi Văn Đọc đã ra lời kêu gọi giáo dân tích cực tham gia bảo vệ tổ quốc và hỗ trợ các ngư dân gặp nạn, các cảnh sát, hải giám bị thương của Việt Nam. Với cương vị chủ tịch Hội đồng Giám mục, Tổng giám mục Đọc gửi thư đến Giáo hoàng Phanxicô chia buồn về tai nạn khiến gia đình người cháu của giáo hoàng tử nạn.
Ngày 13 tháng 9 cùng năm, Giáo hoàng Phanxicô bổ nhiệm Tổng giám mục Đọc làm thành viên Bộ truyền giáo. Sau đó, từ ngày 5 đến ngày 19 tháng 10 năm 2014, ông tham dự Thượng Hội đồng Giám mục Thế giới Về Gia đình với tư cách là Chủ tịch Hội đồng Giám mục Việt Nam và có bài phát biểu ngắn gọn tại đây vào ngày 18 tháng 10.
Ngày 5 tháng 12 năm 2014, để tránh sự giả mạo Tổng giám mục Bùi Văn Đọc trên các trang mạng xã hội, Tòa Tổng giám mục Thành phố Hồ Chí Minh đã ra thông báo xác nhận: Đức Tổng Giám mục Phaolô Bùi Văn Đọc, Chủ tịch Hội đồng Giám mục Việt Nam, Tổng Giám mục Tổng Giáo phận Thành phố Hồ Chí Minh, không có một trang web cá nhân, hay trang mạng riêng trên Facebook. Thông cáo này được linh mục Tổng đại diện Inhaxiô Hồ Văn Xuân ký và đóng dấu.

#### Các hoạt động mục vụ năm 2015
Ngày 15 tháng 5 năm 2015, với tư cách Chủ tịch Hội đồng Giám mục Việt Nam, Tổng giám mục Bùi Văn viết thư cho Tổng giám mục Paul Simick, Đại diện Tông Toà tại Nepal, để chia buồn với đất nước này vì trận động đất lớn tại nước này. Ngày 29 tháng 5 cùng năm, ông dẫn đầu phái đoàn đi đến Tổ đình Ấn Quang để chúc mừng lễ Vesak 2015 của Phật giáo
Tháng 9 cùng năm, nhân chuyến viếng thăm Hoa Kỳ của Giáo hoàng Phanxicô, Tổng giám mục Đọc và Giám mục chính tòa Giáo phận Vinh Phaolô Nguyễn Thái Hợp, chủ tịch Ủy ban Công lý hòa bình trực thuộc Hội đồng giám mục Việt Nam đã đến Hoa Kỳ để chào đón giáo hoàng. Tổng giám mục Bùi Văn Đọc được ban tổ chức mời chủ sự một bài nói chuyện và ông chọn nói về mục vụ gia đình. Khi được hỏi về liệu Giáo hoàng sẽ đến thăm Việt Nam, ông cho rằng không thể chắc chắn nhưng có thấy hy vọng này.
Trong khoảng từ ngày 30 tháng 11 đến ngày 3 tháng 12 năm 2015, Tổng giám mục Phaolô cùng với Hồng y Tổng giám mục Tổng giáo phận Hà Nội Phêrô Nguyễn Văn Nhơn đến Vatican họp Đại hội Bộ truyền giáo lần thứ 19 với tư cách thành viên. Ngày 4 tháng 12, các thành viên Bộ tiếp kiến Giáo hoàng. Chính vì đang công tác, nên ông vắng mặt trong lễ tấn phong Tân giám mục Giáo phận Kon Tum Aloisiô Nguyễn Hùng Vị. Ngày 6 tháng 12, lễ nhận nhà thờ tước hiệu của Hồng y Nhơn diễn ra tại Nhà thờ San Tommaso Apostolo (Thánh Tôma Tông đồ). Lễ nhận nhà thờ hiệu tòa diễn ra gần trưa, ông được Linh mục chánh xứ Stefano Bianchini, hai linh mục phó, giáo dân và các em học sinh tiếp đón. Chủ sự có Hồng y Nhơn và ông đồng tế, tham dự có khoảng 50 linh mục, tu sĩ Việt Nam. Lễ Tấn phong Tân giám mục chính tòa Giáo phận Vĩnh Long Phêrô Huỳnh Văn Hai được tổ chức tại Nhà thờ chính tòa Vĩnh Long được Tổng giám mục Bùi Văn Đọc, với cương vị Tổng giám mục Giáo tỉnh chủ sự.
Ngày 17 tháng 12 năm 2015, ông chủ sự lễ kỉ niệm 45 năm linh mục của mình tại Nhà nguyện cổ Toà Tổng Giám mục Sài Gòn. Đồng tế với ông có linh mục Tổng Đại diện Inhaxiô Hồ Văn Xuân, linh mục Quản đốc Nhà thờ chính tòa Gioan Batixita Huỳnh Công Minh, các linh mục hạt trưởng, các linh mục Ban Mục vụ và các linh mục thân hữu của ông. Tham dự Thánh lễ có các tu sĩ và giáo dân là nhân viên các văn phòng tại Tòa Tổng Giám mục cùng cộng đoàn.

#### Các hoạt động mục vụ năm 2016
Nhân dịp Tết nguyên đán 2016, ngày 5 tháng 2, tổng giám mục Bùi Văn Đọc đã dẫn đầu phái đoàn gồm: Tổng giám mục chính tòa Tổng giáo phận Huế Phanxicô Xaviê Lê Văn Hồng, Giám mục chính tòa Giáo phận Bắc Ninh Cosma Hoàng Văn Đạt đã đến thăm và chúc Tết ông Nguyễn Thiện Nhân – Chủ tịch Ủy ban Trung ương Mặt trận tổ quốc Việt Nam. Hai bên đánh giá cao sự hợp tác của phía Công giáo cũng như sự hỗ trợ của chính phủ. Ngày 10 tháng 2 năm 2016, với tư cách là đương kim Chủ tịch Hội đồng Giám mục Việt Nam, Tổng giám mục Bùi Văn Đọc gửi thư cho Tổng giám mục Tổng giáo phận Đài Bắc Gioan Hồng Sơn Xuyên để chia buồn về trận động đất ngày 6 tháng 2 năm 2016 tại nơi này, làm nhiều người chết và bị thương.
Ngày 30 tháng 4 năm 2016, Tổng giám mục Bùi Văn Đọc viết một thư chung nói về tình trạng cá chết bất thường ở miền Trung với tư cách Chủ tịch Hội đồng giám mục. Vì thư này nhận được nhiều ý kiến trái chiều, nên Hội đồng giám mục Việt Nam phải ra thư giải thích vào ngày 16 tháng 5. Trong thư giải thích thừa nhận rằng do quá vội vã, Tổng giám mục Bùi Văn Đọc đã viết một thư cho nội dung chưa rõ ràng.
Tổng giám mục Bùi Văn Đọc tổ chức lễ kỉ niệm 17 năm giám mục của mình tại nhà thờ Hợp An thuộc giáo hạt Xóm Mới. Đồng tế với ông có linh mục chánh xứ Hợp An và 13 linh mục khác. Trước đó, ngày 19 tháng 5, ông đi chúc mừng lễ Phật Đản 2016 tại Việt Nam Quốc Tự. Tiếp phái đoàn có Trưởng lão Hòa thượng Thích Trí Quảng – Phó Pháp chủ Hội đồng Chứng minh, Phó Chủ tịch Hội đồng Trị sự Giáo hội Phật giáo Việt Nam, Trưởng ban Trị sự Giáo hội Phật giáo Thành phố Hồ Chí Minh, Trưởng lão Hòa thượng Thích Thiện Tánh – Phó Chủ tịch Hội đồng Trị sự Trung ương Giáo hội Phật giáo Việt Nam, Phó Ban Thường trực Ban trị sự Giáo hội Phật giáo Việt Nam Thành phố Hồ Chí Minh cùng một số vị khác.
Tháng 6 năm 2016, Tòa Thánh thông báo việc bổ nhiệm linh mục Chưởng Ấn Tòa Tổng giám mục Sài Gòn Giuse Đỗ Mạnh Hùng làm giám mục phụ tá cho Tổng giám mục Bùi Văn Đọc tại Tổng giáo phận, ông chủ phong lễ tấn phong cho tân giám mục vào ngày 4 tháng 8 cùng năm tại Đại Chủng viện Thánh Giuse Sài Gòn.
Ngày 4 tháng 6 năm 2016, Tổng giám mục Bùi Văn Đọc đến giáo xứ Tân Hương thuộc giáo hạt Tân Sơn Nhì, Tổng giáo phận Sài Gòn để chủ tế Thánh lễ cầu nguyện cho Công lý và Hoà bình Biển Đông, đồng tế với có linh mục hạt trưởng giáo hạt Tân Sơn Nhì Phanxicô Assisi Lê Quang Đăng và 11 linh mục khác. Đây là Thánh lễ cầu nguyện do Ủy ban đoàn kết Công giáo Thành phố Hồ Chí Minh tổ chức. Tham dự Thánh lễ có khoảng 800 người, gồm: đại diện Uỷ ban đoàn kết Công giáo Thành phố và các quận huyện, đại diện Hội đồng Mục vụ giáo hạt Tân Sơn Nhì và giáo dân giáo xứ Tân Hương. Ông quyết định chọn linh mục Tổng Đại diện Inhaxiô Hồ Văn Xuân làm linh mục chính xứ chính tòa, tức Nhà thờ Đức Bà Sài Gòn. Các nghi thức nhận chức, Tổng giám mục Đọc đã cử hành vào ngày 13 tháng 9.
Trong kì họp Đại hội Hội đồng Giám mục Việt Nam XIII tại Trung tâm mục vụ Tổng giáo phận Thành phố Hồ Chí Minh từ ngày 3 đến 7 tháng 10 năm 2016, các giám mục sau khi đã bầu chọn đã không chọn Tổng giám mục Bùi Văn Đọc tiếp tục chức vụ Chủ tịch Hội đồng Giám mục nhiệm kì tiếp theo, thay vào đó, Giám mục Đọc được Hội đồng Giám mục bầu làm Chủ tịch Uỷ ban Giáo lí Đức Tin nhiệm kì 2016 – 2019. Trong ngày 26 cùng tháng, ông tiếp Đại sứ Hoa Kỳ là bà Mary Tarnowka tại Tòa Tổng giám mục. Cùng tiếp đón có Giám mục Phụ tá Giuse Đỗ Mạnh Hùng và linh mục Giuse Đào Nguyên Vũ, đại diện mục vụ ngoại kiều. Ngày 19 tháng 10 năm 2016, Tổng giám mục Tổng giáo phận Thành phố Hồ Chí Minh Phaolô Bùi Văn Đọc gửi thư đến Giám mục Nguyễn Thái Hợp. Trong thư, Tổng giám mục Đọc cho biết ông và giáo dân Tổng giáo phận luôn đồng hành cùng giáo phận Vinh.
Từ ngày 29 tháng 11 đến ngày 4 tháng 12, Tổng giám mục Bùi Văn Đọc dự Đại hội Liên Hội đồng Giám mục Á Châu tại Sri Lanka.

#### Các hoạt động mục vụ giai đoạn 2017 và đầu năm 2018
Ngày 1 tháng 3 năm 2017, Giám mục chính tòa Giáo phận Phan Thiết Giuse Vũ Duy Thống qua đời, ông chủ sự lễ an táng vào sáng ngày 6 tháng 3, đồng thời trên cương vị Tổng giám mục Giáo tỉnh Sài Gòn, ông cùng đại diện Tòa Thánh tại Việt Nam Leopoldo Girelli thảo luận, đóng góp ý kiến cho Tòa Thánh bổ nhiệm giám quản cho giáo phận này là Giám mục chính tòa Giáo phận Bà Rịa Tôma Nguyễn Văn Trâm.
Trong năm, ông quyết định xin phép chính quyền mở nhiều giáo điểm mới tại cả bốn hướng ngoại thành của Tổng giáo phận, nhằm tạo thuận tiện cho giáo dân nhập cư tham dự các thánh lễ.  Tổng giám mục Bùi Văn Đọc gửi lời chúc tết 2018 đến giáo dân Tổng giáo phận, đồng thời cũng ngỏ ý giáo dân tiết kiệm trong mùa chay, để góp phần ủng hộ cho công trình tái thiết Nhà thờ Đức Bà Sài Gòn của Tổng giáo phận.

#### Chuyến viếng thăm Ad Limina 2018
Chiều ngày 25 tháng 2 cùng năm, ông cùng các giám mục giáo tỉnh Sài Gòn đáp chuyến bay đến Paris, ngay trước chuyến viếng thăm Ad Limina của Hội đồng Giám mục Việt Nam, theo đúng lịch trình của hội đồng. Linh mục Hồ Văn Xuân hồi tưởng về sự lo lắng của ông về sức khỏe của Tổng giám mục Bùi Văn Đọc, ngay khi lấy hành lí tại sân bay Paris rằng Tổng giám mục Đọc đã bước nặng nề, khó khăn. Tổng giám mục Đọc cũng dặn dò linh mục Xuân, tháp tùng về việc chu toàn việc trùng tu Nhà thờ Đức Bà Sài Gòn và Nhà xứ của Giáo xứ chính tòa. Ngày 27, linh mục Xuân rời phái đoàn giám mục sang Đức ngày 27 rồi sang Pháp nhằm tìm kiếm công trình nhà thờ Đức Bà Sài Gòn. Tổng giám mục Đọc cũng dự kiến sau chuyến đi Ad Limina sẽ cùng hai giám mục phụ tá đi thăm Ba Lan.
Ngày 2 tháng 3, ông cùng phái đoàn rời Paris sang Rôma. Vì lịch trình dày đặc và ông có nhiều dấu hiệu mệt mỏi, tuy nhiên các giám mục đề nghị ông nghỉ ngơi đều bị ông từ chối. Việc đi lại của Tổng giám mục Đọc khó khăn, hơi thở mạnh, gấp, ăn uống chậm chạp và diễn biến xấu trong từng ngày ông ở tại Rôma. Hồng y Phêrô Nguyễn Văn Nhơn, hai giám mục phụ tá Tổng giáo phận và tất cả các giám mục trong hội đồng giám mục đều lo lắng, nhận thấy chuyển biến xấu và có hỏi đến ông, ông đều trả lời Tôi khỏe. Chính vì lý do này nên các giám mục cùng phái đoàn không thể can ngăn Tổng giám mục Đọc điều trị. Sáng ngày 5 tháng 3, giờ Rôma, ông có dịp yết kiến Giáo hoàng cùng các giám mục Việt Nam, tại đây, ông đã trò chuyện và đặt câu hỏi về nguyên Giáo hoàng Biển Đức XVI với Giáo hoàng Phanxicô, là câu hỏi để lại ấn tượng sâu sắc đối với vị giáo hoàng. Sau khi yết kiến giáo hoàng, ông cũng có cuộc hội ngộ bất ngờ với Hồng y Quốc vụ khanh Pietro Parolin. Sau khi yết kiến giáo hoàng, trong lúc ngồi nghỉ mệt, Tổng giám mục Đọc thích thú với dây tràng hạt màu trắng trong hộp quà giáo hoàng tặng, ông nói: Đẹp quá, cái này chắc mình xài đến chết luôn! Cỗ tràng hạt này được đặt trên tay cố Tổng giám mục trong quan tài.

## Qua đời và tang lễ

### Qua đời
Trước khi qua đời, trong hai ngày cuối cùng, sức khỏe của Bùi Văn Đọc không khả quan, nhưng ông cố gắng tham dự đầy đủ chương trình đã hoạch định. Sáng ngày 6 tháng 3 (giờ Rôma), Tổng giám mục Bùi Văn Đọc cùng các giám mục Việt Nam đã đến nhà thờ Đức Mẹ Scala viếng mộ Hồng y Phanxicô Xaviê Nguyễn Văn Thuận. Tại đây, ông đã có nhiều dấu hiệu mệt mỏi khác thường. Sau đó, vì thấy ông đi lại khó khăn, các linh mục đã quyết định đưa ông đến Đền thờ thánh Phaolô ngoại thành bằng taxi. Tại đây, ông chủ tế thánh lễ lúc 11 giờ (khoảng 17 giờ tại Việt Nam) cùng Hội đồng Giám mục Việt Nam. Cũng tại buổi lễ cuối cùng này, hai dòng máu bầm đã chảy ra từ miệng của Tổng giám mục Bùi Văn Đọc. Sau thánh lễ, ông nán lại để cùng chụp ảnh kỷ niệm chung với các giám mục và liên tu sĩ khoảng 1 giờ đồng hồ. Tiếp đó, ông được 2 linh mục dìu lên xe taxi để về nhà, trên xe ông cảm thấy mệt mỏi và ngất xỉu. Mọi người trên xe liền đưa ông thẳng tới bệnh viện thánh Camillo để cấp cứu, nhưng đến 22 giờ 15 phút (tức 4 giờ 15 phút ngày 7 tháng 3 năm 2018, giờ Việt Nam), ông đã qua đời. Trước đó, tối khoảng 9 giờ tối ngày 6 tháng 3 (giờ Việt Nam), linh mục Tổng Đại diện Hồ Văn Xuân nhận được tin báo về việc Tổng giám mục Bùi Văn Đọc đã đột quỵ, khoảng 6 giờ chiều Rôma, các bác sĩ tại đây đã cho biết Tổng giám mục Bùi Văn Đọc không còn hy vọng qua khỏi. Thi hài ông hiện vẫn được bảo quản tại bệnh viện. Cộng đồng Công giáo Việt Nam bối rối trước tin này và chưa định được kế hoạch cho những ngày tiếp theo. Sự ra đi của ông khiến Tổng giáo phận Sài Gòn – Thành phố Hồ Chí Minh lâm vào trạng thái trống tòa. Ngày 8 tháng 3, Bộ Loan báo Tin Mừng cho các Dân tộc cho biết Vatican đã bổ nhiệm Giám mục Phụ tá Giuse Đỗ Mạnh Hùng làm Giám quản Tông Tòa Tổng giáo phận. Việc bổ nhiệm này được công bố vào ngày 10 tháng 3.

### Các hoạt động tưởng nhớ

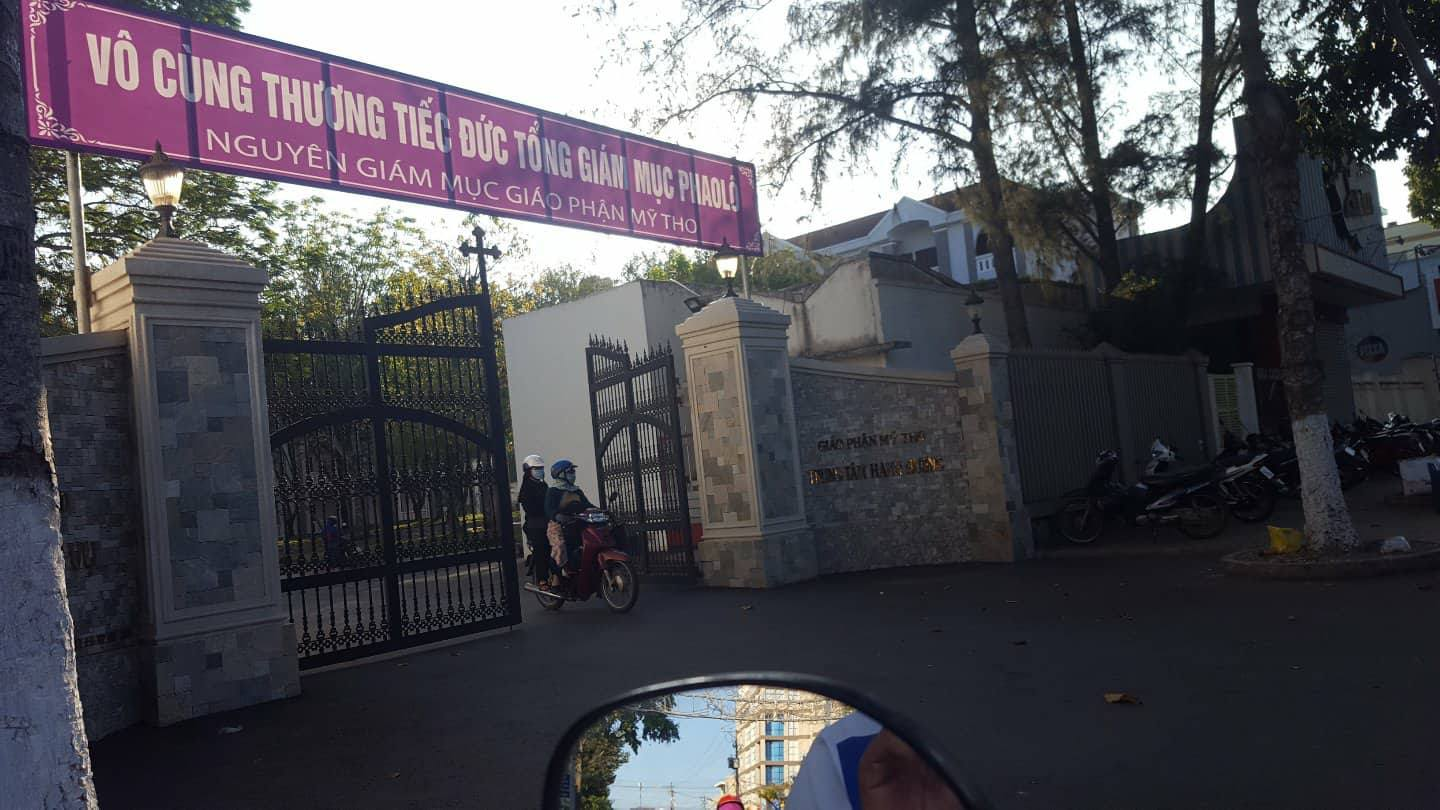
Trung tâm Hành hương Giáo phận Mỹ Tho treo băng rôn tưởng nhớ Cố Tổng giám mục Bùi Văn Đọc

Nhận được tin Tổng giám mục Bùi Văn Đọc qua đời, linh mục Inhaxiô Hồ Văn Xuân, Tổng Đại diện Tổng giáo phận cho biết ông đang có chuyến công du Pháp nhằm chọn kính màu cho công trình tái thiết Nhà thờ Đức Bà Sài Gòn. Sau khi nhận được tin, ông gấp rút sang Rôma thực hiện các công việc thủ tục cần thiết để chuyển thi hài cố Tổng giám mục Bùi Văn Đọc về Tổng giáo phận cử hành lễ an táng.
Nhằm tưởng nhớ cố Tổng giám mục Bùi Văn Đọc, nhiều nhà thờ tại các giáo phận ông từng phục vụ như Giáo phận Đà Lạt, Giáo phận Mỹ Tho và Tổng giáo phận Thành phố Hồ Chí Minh đã thực hiện nhiều hình thức như: treo cờ rủ Tòa Thánh, treo cờ tang, lập bàn thờ tưởng niệm, treo băng rôn,... Sự ra đi của Tổng giám mục Đọc nhận được sự quan tâm đặc biệt từ giáo dân, được chia sẻ rộng rãi trên mạng xã hội. Nhằm kiểm chứng thông tin gây sốc này, nhiều người đã truy cập website Tổng giáo phận Sài Gòn, dẫn đến việc trang này nhanh chóng bị sập. Caritas Tổng giáo phận quyết định sẽ cử hành các nghi thức tưởng nhớ, tri ân cố Tổng giám mục trong chương trình Đêm Nhịp Cầu Caritas 5 được tổ chức vào ngày 9 tháng 3.
Ngày 7 tháng 3, Hồng y Fernando Filoni, Tổng trưởng Thánh bộ Rao giảng Phúc Âm cho Các Dân tộc cùng các nhân vật cấp cao của bộ này là Tổng giám mục Protase Rugambwa, Tổng thư ký, Tổng giám mục Giovanni Pietro Dal Toso, Đồng Tổng Thư ký và Chủ tịch Các Hiệp hội Giáo hoàng Truyền giáo cùng linh mục Ryszard Szmydki, Phụ tá Thư ký đã gửi thư chia buồn đến gia đình cố Tổng giám mục Bùi Văn Đọc, Tổng giáo phận Thành phố Hồ Chí Minh và Hội đồng Giám mục Việt Nam. Trong thư, các giáo sĩ cũng bày tỏ sự bàng hoàng trước cái chết đột ngột của Tổng giám mục Đọc. Vào lúc 15 giờ 30 phút giờ Rôma (21 giờ 30 phút giờ Việt Nam) ngày 7 tháng 3, các giám mục Việt Nam đến thăm Đại sứ quán Việt Nam tại Rôma. Tại đây, Tòa Đại sứ chia buồn về việc Tổng giám mục Bùi Văn Đọc qua đời đột ngột và hứa sẽ tạo mọi điều kiện thuận lợi để đưa thi hài cố Tổng giám mục về nước. Giáo hoàng Phanxicô cũng có thái độ bàng hoàng tương tự với tin tức Tổng giám mục Bùi Văn Đọc từ trần, và quyết định cử hành một thánh lễ ngoại lịch vào sáng ngày 8 tháng 3 giờ Rôma cùng với các giám mục Việt Nam nhằm cầu nguyện cho cố Tổng giám mục.
Lễ cầu nguyện cho cố Tổng giám mục Bùi Văn Đọc do Hồng y Pietro Parolin, Quốc vụ khanh Tòa Thánh chủ sự tại nhà nguyện Kinh sĩ Đền Thờ (Cappella de Coro) trong Đền thờ Thánh Phêrô với Tổng giám mục Paul Richard Gallagher, Bộ trưởng Ngoại giao Tòa Thánh cùng các giám mục và linh mục Việt Nam lúc 5 giờ chiều ngày 10 tháng 3 giờ Rôma. Linh cữu cố Tổng giám mục Đọc được các giám mục Việt nam yêu cầu hiện diện trong thánh lễ, tuy nhiên việc này không được chấp thuận và chỉ có di ảnh của ông được đặt trên cung thánh nhằm tưởng nhớ. Các thủ tục đưa linh cữu cố Tổng giám mục về Việt Nam đang được tiến hành bởi Đức ông Gioan Baotixita Phạm Mạnh Cương, qua các buổi làm việc với Tòa Đại sứ Việt Nam và Giám đốc Dịch vụ Mai táng Rôma.

### Quá trình chuyển thi hài về Việt Nam
Ngày 7 tháng 3, phái đoàn linh mục Hồ Văn Xuân đến Rôma, tại Foyer Phát Diệm. Tại đây, đoàn hai giám mục phụ tá Tổng giáo phận Thành phố Hồ Chí Minh, giám mục Phêrô Nguyễn Văn Khảm, các linh mục có liên quan cùng phía dịch vụ mai táng bàn luận thảo luận về việc chuyển thi hài về Việt Nam. Trong cuộc họp, linh mục Hồ Văn Xuân trình bày ý nguyện của cố tổng giám mục là được chôn cất trong Nhà nguyện Tiểu chủng viện Sài Gòn cũ, nay là nhà nguyện Trung tâm Mục vụ, bên cạnh cố tổng giám mục Phaolô Nguyễn Văn Bình và giám mục Louis Phạm Văn Nẫm.
Vào lúc 7 giờ sáng ngày 10 tháng 3 giờ Rôma, (khoảng 13 giờ giờ Việt Nam) Văn phòng Dịch vụ Mai táng của Rôma đã nhận được giấy chứng nhận y khoa về việc đột tử của cố Tổng giám mục Bùi Văn Đọc từ bệnh viện San Camillo. Một giờ sau đó, Văn phòng Dân sự Rôma cấp giấy chứng tử chính thức. Sáng ngày 12 tháng 3 (giờ Rôma), linh mục Quân thuộc Tổng giáo phận và linh mục Antôn Nguyễn Bảo Chi Quốc cháu cố Tổng giám mục và nhân viên nhà xác bệnh viện San Camillô, Roma bắt đầu nghi thức mặc y phục và nghi thức tẩm liệm cho cố Tổng giám mục Bùi Văn Đọc. Nửa tiếng sau đó, Giám mục Louis Nguyễn Anh Tuấn chủ sự nghi thức làm phép quan tài và quan tài chứa thi hài cố Tổng giám mục được đóng nắp lúc 9 giờ 30, giờ Rôma (khoảng 15 giờ 30, giờ Việt Nam).
Sau khi đóng nắp quan tài, nhà quàn bệnh viện cấp giấy chứng nhận vệ sinh an toàn, nhằm có thể chuyển thi hài ra sân bay Rôma. Vào lúc 10 giờ 50 phút giờ Roma, (16 giờ 50 phút, giờ Việt Nam) ngày 13 tháng 3, giám mục Đỗ Mạnh Hùng, Nguyễn Anh Tuấn, Đức ông Gioan Baotixita Phạm Mạnh Cương cùng một số linh mục chủng sinh đã đến cầu nguyện và giám sát việc đưa thi hài cố Tổng giám mục Bùi Văn Đọc từ nhà quàn bệnh viện ra sân bay Fiumicino. Tại đây, đoàn cũng tiếp ông Triệu Nguyên Thành – Bí thư thứ I của Đại sứ quán Việt Nam tại Italia, đến tiễn biệt và trao giấy phép nhập cảnh thi hài cố Tổng giám mục cho Giám mục Đỗ Mạnh Hùng. Được biết, quan tài sẽ tạm được đặt tại phòng bảo quản sân bay trong vòng một ngày theo quy định của Italia.
Sau khi trình xong giấy tờ cho Hải quan Italia, xin giấy phép vận chuyển bằng chuyến bay sớm nhất về Việt Nam. Ngày 13 tháng 3, Tổng giáo phận đã thông báo thi hài cố Tổng giám mục rời Roma trên chuyến bay Emirates EK96 lúc 20 giờ 45 phút ngày 14 tháng 3, giờ Roma. Sau đó, tạm dừng tại Dubai 4 tiếng rưỡi rồi bay tiếp trên chuyến bay Emirates EK392 lúc 9 giờ 40 ngày 15 tháng 3 và đến Tân Sơn Nhất lúc 19 giờ 35 phút tối cùng ngày giờ Việt Nam. Trong thông cáo chính thức được đăng tải trên website Tổng giáo phận sáng ngày 14 tháng 3, thi hài cố tổng giám mục sẽ về đến sân bay Tân Sơn Nhất vào khoảng 19 giờ 15 phút, và Tổng giáo phận yêu cầu giáo dân tránh đến sân bay, vì thủ tục đưa thi hài sẽ rời sân bay rất nhanh, thay vào đó, giáo dân nên đến Tòa Giám mục.
Khoảng 18 giờ 53 phút ngày 15 tháng 3, thi hài cố Tổng giám mục trên chuyến bay đã đáp xuống sân bay Tân Sơn Nhất. Sau khi được đưa ra khỏi máy bay, quan tài của cố Tổng giám mục được đưa bằng xe chuyên dụng đi làm thủ tục. Mọi thủ tục được thực hiện cách nhanh chóng bằng sự hỗ trợ của chính quyền trung ương cũng như thành phố. Đón thi hài có Giám mục Giám quản Giuse Đỗ Mạnh Hùng và linh mục Tổng Đại diện Inhaxiô Hồ Văn Xuân. Khu vực nhận thi hài được đặt cách bãi đỗ máy bay khoảng 4 km và các nhà quản lý sân bay Tân Sơn Nhất đã tế nhị cho phát bài thánh ca "Hy lễ cuối cùng". Trên cung đường di chuyển thi hài về Tòa Tổng giám mục, hàng trăm xe gắn máy chờ sẵn và hòa vào đoàn rước thi hài. Rất đông giáo dân trật tự đứng đón thi hài với nến cháy sáng trong trật tự. Tại Tòa Tổng giám mục, có đến hàng ngàn giáo dân, tu sĩ cũng như thân nhân cố Tổng giám mục tập trung cầu nguyện và đón thi hài ông.
Giám mục Đỗ Mạnh Hùng đứng đơn vận chuyển thi hài, tại Việt Nam, linh mục Tổng Đại diện Hồ Văn Xuân đứng tên biên bản nhận thi hài cố Tổng giám mục Bùi Văn Đọc.

### Phúng viếng và tang lễ

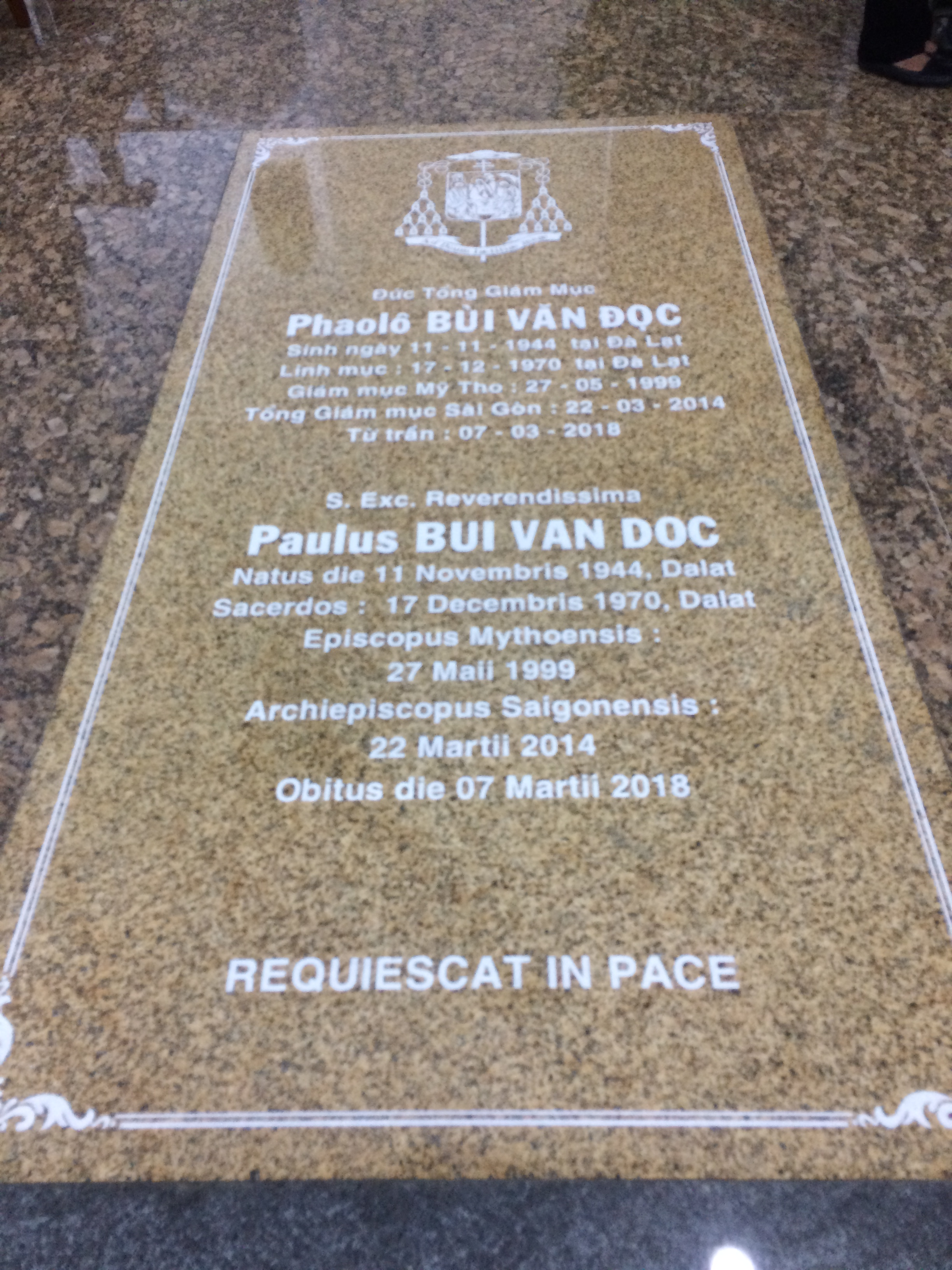
Phần mộ Tổng giám mục Phaolô Bùi Văn Đọc tại nhà nguyện Trung tâm Mục vụ Tổng giáo phận Thành phố Hồ Chí Minh

Ban tổ chức tang lễ gồm có trưởng ban là Giám mục Giám quản Đỗ Mạnh Hùng, Phó ban là Giám mục Nguyễn Anh Tuấn và linh mục Tổng Đại diện Hồ Văn Xuân, các ủy viên gồm các linh mục trong ban tư vấn và các linh mục hạt trưởng. Sáng ngày 10 tháng 3, linh mục Hồ Văn Xuân, Tổng Đại diện về đến Việt Nam và triệu tập cuộc họp về vấn đề tổ chức tang lễ vào 10 giờ sáng cùng ngày.
10 giờ 45 phút sáng ngày 14 tháng 3, Tổng giáo phận Thành phố Hồ Chí Minh cho đăng tải chương trình tang lễ chính thức cho giáo dân, các hội đoàn và cả các đoàn ngoại giao và các đoàn từ chính quyền thành phố, các tỉnh lân cận và phái đoàn chính phủ đến viếng. Thời gian viếng của từng đoàn là vào khoảng 15 phút do thời gian để viếng quá gấp rút. Tính đến ngày 14 tháng 3, huyệt mộ an táng cho cố Tổng giám mục đã hoàn thiện.
Khi linh cữu về đến giáo phận, các nhà thờ đồng loạt gieo chuông báo tử. Đại diện Tòa Tổng giám mục cho biết ban tang lễ đã quyết định không nhận phúng điếu hay các đóng góp của cá nhân, đoàn thể, kể cả các dòng tu trong việc tổ chức tang lễ.
Sau khi trở về từ Sân bay Tân Sơn Nhất, linh cữu cố tổng giám mục được đưa đến quàn tại Hội trường Tòa Tổng giám mục, và tổ chức lễ phát tang tại đây vào khoảng 20 giờ 30 cùng ngày.
5 giờ sáng ngày 16 tháng 3, thi hài cố Tổng giám mục được đưa đến Nhà thờ Đức Bà Sài Gòn, tổ chức các đoàn viếng. Được biết, các phái đoàn chính phủ do Phó Thủ tướng Trương Hòa Bình, trung ương, tư lệnh quân khu 7 và thành phố, các ngoại giao đoàn cũng đến viếng. Giờ viếng tự do được sắp xếp từ sau 7 giờ sáng đến 8 giờ đêm. Đến 20 giờ cùng ngày thì di chuyển đến Trung tâm Mục vụ giáo phận và đặt tại Lễ đài, tổ chức đêm canh thức. Số lượng người tham gia được nhiều nguồn tin ước lượng từ 10.000 đến gần gấp đôi con số đó. Đoàn rước kéo dài gần 3 km từ nhà thờ Đức Bà, đến Trung tâm Mục vụ, không sử dụng kèn trống, được đệm bằng những bài hát thánh ca và tín hữu thinh lặng theo đoàn với nến sáng trên tay.
Lễ an táng chính thức cử hành lúc 8 giờ sáng ngày 17 tháng 3 tại Lễ đài Trung tâm Mục vụ Tổng giáo phận Sài Gòn. Thánh lễ do Chủ tịch Hội đồng Giám mục Việt Nam Giuse Nguyễn Chí Linh cử hành với phần giảng lễ do Hồng y Phêrô Nguyễn Văn Nhơn, Tổng giám mục Hà Nội phụ trách, giám mục Antôn Vũ Huy Chương nghi thức tiễn biệt và Giám mục Phêrô Nguyễn Văn Khảm cử hành các nghi thức tại huyệt mộ. Đồng tế với Tổng giám mục Giuse Linh có Hồng y Phêrô Nguyễn Văn Nhơn, Hồng y Gioan Baotixita Phạm Minh Mẫn cùng 31 giám mục khác và khoảng 700 linh mục trong và ngoài Tổng giáo phận. Tu sĩ giáo dân và đại diện chính quyền cũng đã tham dự buổi lễ, với con số ước lượng gần 10.000 người, theo website Tổng giáo phận, và ít nhất 12.000 người, theo ước tính của Báo Công giáo và Dân tộc.
Sau khi cử hành thánh lễ an táng, thi hài được chôn cất tại Nhà nguyện Tiểu chủng viện cũ, cạnh mộ cố Tổng giám mục Phaolô Nguyễn Văn Bình, theo ý nguyện của cố Tổng giám mục Bùi Văn Đọc.

### Thăm viếng mộ phần
Từ ngày 18 đến ngày 24 tháng 3, nhà nguyện Trung tâm Mục vụ Tổng giáo phận Sài Gòn quyết định mở cửa từ 7 giờ cho tới 20 giờ mỗi ngày để giáo dân đến kính viếng, mỗi ngày sẽ tổ chức lễ lúc 18 giờ. Từ ngày 25 tháng 3 trở đi, nhà nguyện sinh hoạt bình thường, chỉ mở cổng hông nhà nguyện để giáo dân viếng từ 7 giờ đến 20 giờ.
Ngày 29 tháng 9 cùng năm, nhân chuyến viếng thăm, Tân Đại diện Tòa Thánh tại Việt Nam Marek Zalewski được Giám quản Tông Tòa Giuse Đỗ Mạnh Hùng đưa đến Nhà nguyện cổ Trung tâm Mục vụ Tổng giáo phận. Tại đây, đoàn đã viếng thăm mộ phần các cố giám mục Phaolô Nguyễn Văn Bình, Louis Phạm Văn Nẫm và Phaolô Bùi Văn Đọc. Ngoài ra, Tổng giám mục Đại diện Tòa Thánh cũng thăm di cốt của các linh mục Tổng giáo phận được đặt tại đây.

## Các sách chủ biên
Một vài quyển sách do Tổng giám mục Bùi Văn Đọc biên soạn hoặc đồng biên soạn, chủ đề đa số là thần học:
- Tặng Phẩm Thần Linh: Bí Tích Thánh Thể cho Con người mọi thời đại
- Thiên Chúa Cha, Đấng Giàu Lòng Thương Xót
- Tôi biết tôi đã tin vào Ai

## Tông truyền
Tổng giám mục Phaolô Bùi Văn Đọc được tấn phong giám mục năm 1999, thời Giáo hoàng Gioan Phaolô II, bởi:
- Giám mục Chủ phong: Tổng giám mục Tổng giáo phận Thành phố Hồ Chí Minh Gioan Baotixita Phạm Minh Mẫn.
- Hai giám mục phụ phong: Giám mục chính tòa Giáo phận Đà Lạt Phêrô Nguyễn Văn Nhơn và Giám mục chính tòa Giáo phận Thanh Hóa Bartôlômêô Nguyễn Sơn Lâm.

Tổng giám mục Phaolô Bùi Văn Đọc đã chủ phong giám mục cho:
- Năm 2015, Giám mục Phêrô Huỳnh Văn Hai, hiện là Giám mục chính tòa Giáo phận Vĩnh Long.
- Năm 2016, Giám mục Giuse Đỗ Mạnh Hùng, hiện là Giám mục chính tòa Giáo phận Phan Thiết.
- Năm 2017, Giám mục Louis Nguyễn Anh Tuấn, hiện là Giám mục chính tòa Giáo phận Hà Tĩnh.

Tổng giám mục Phaolô Bùi Văn Đọc đã phụ phong giám mục cho:
- Năm 2000, Giám mục Phaolô Nguyễn Bình Tĩnh, hiện là nguyên Giám mục chính tòa Giáo phận Đà Nẵng.
- Năm 2001, Giám mục Giuse Vũ Duy Thống, cố giám mục chính tòa Giáo phận Phan Thiết.
- Năm 2005, Giám mục Giuse Võ Đức Minh, hiện là nguyên giám mục chính tòa Giáo phận Nha Trang.
- Năm 2010, Giám mục Phaolô Nguyễn Thái Hợp, hiện là nguyên giám mục chính tòa Giáo phận Hà Tĩnh.

Dưới đây là sơ đồ tính Tông truyền từ giám mục Việt Nam đầu tiên được giám mục ngoại quốc chủ phong cho đến đời Tổng giám mục Bùi Văn Đọc.

## Nhận định
Giám mục Phêrô Nguyễn Văn Khảm đánh giá cố Tổng giám mục Bùi Văn Đọc:
| “ | Đức cha Phaolô là một người thông minh và có mối quan hệ tốt với mọi người và nhờ điều này ngài đã tạo được một bầu khí hiệp thông thật sự trong giáo phận của ngài. | ” |

Trong thư phân ưu sau sự kiện Tổng giám mục Đọc đột ngột từ trần, ông Vũ Chiến Thắng, Trưởng ban Ban Tôn giáo chính phủ có viết:
| “ | Ban Tôn giáo Chính phủ ghi nhận và đánh giá cao vai trò của Đức cố Tổng giám mục trong việc chỉ dẫn, khuyến khích linh mục, tu sĩ, giáo dân thực hiện vai trò của người giáo dân, người công dân trên con đường đồng hành cùng dân tộc, góp phần quan trọng trong công cuộc xây dựng và bảo vệ Tổ quốc. | ” |

Linh mục Giuse Nguyễn Hưng Lợi thuộc Dòng Chúa Cứu Thế, hiện là linh mục chánh xứ Phú Sơn, giáo phận Đà Lạt, chia sẻ nhận định của ông về cố Tổng giám mục Đọc:
| “ | Nói về Đức Tổng, tôi không ngần ngại thốt lên lời khâm phục vì sự thông minh uyên bác của ngài, nhưng ngài cũng thật đơn sơ, chân thành, thẳng thắn...Hình ảnh người mục tử hiền lành, đơn sơ, vui vẻ đã để lại nhiều ấn tượng trong tôi. | ” |

Bí thư Thành ủy Thành phố Hồ Chí Minh Nguyễn Thiện Nhân ghi trong sổ tang lễ:
| “ | Đức Tổng giám mục Phaolô Bùi Văn Đọc ra đi là sự mất mát lớn đối với Công giáo Việt Nam nói chung, Thành phố Hồ Chí Minh nói riêng, và Thành phố Hồ Chí Minh đã mất đi một công dân tiêu biểu, luôn sống hết mình vì Giáo hội, vì hạnh phúc của dân tộc... | ” |

Tưởng nhớ tại lễ cầu nguyện cho cố Tổng giám mục Đọc, Giám mục Giuse Võ Đức Minh có nhận định:
| “ | Ngài là một con người của niềm vui, một niềm vui thánh thiện, niềm vui của người luôn có Chúa nơi mình. Ngài là một con người của cầu nguyện và chiêm niệm. Khi tới nhà thờ thánh Tôma, nhà thờ hiệu tòa của Đức Hồng y Phêrô, ngài lặng lẽ vào trong nhà thờ, quỳ gối xưng tội. Khi đến nhà thờ Đức Mẹ Cầu Thang, nhà thờ hiệu tòa của Đức Hồng y Phanxicô, ngài lặng lẽ ngồi lần hạt kính Đức Mẹ. Ngài là một con người muốn đến với hết mọi người, bất luận người đó là ai. Trong tâm hồn của ngài, không có ai là kẻ thù. | ” |

Trên trang báo Tuổi trẻ, trong bài viết Đức Tổng giám mục Phaolo Bùi Văn Đọc: Con người của yêu thương, hai tác giả Bình Phương và Đức Tuyên cho nhận định:
| “ | Ông là một con người giàu lòng yêu thương. Ai từng gặp ông, dù là con chiên hay người không có đạo, cũng ấn tượng về sự vui tính, sự đơn sơ luôn toát ra từ khuôn mặt, ánh mắt, cử chỉ và lời nói..... Khi còn sống, cố Tổng giám mục Phaolô luôn chọn làm sứ giả của niềm vui. Niềm vui từ trong trái tim lan tỏa cho mọi người xung quanh, dù trải qua bao nhiêu thăng trầm, dù gánh vác bao nhiêu trách nhiệm, ông vẫn mang niềm vui đến cho tất cả mọi người. | ” |

Giám mục Gioan Baotixita Bùi Tuần viết trên trang web của Giáo phận Long Xuyên:
| “ | Cái chết của ngài đánh động các tâm hồn một cách mạnh mẽ, hơn bất cứ thông điệp nào, hơn bất cứ nghi lễ nào. Lý do gây xúc động cho tôi chính là sự ra đi của một nhân vật nổi tiếng về yêu thương. Ngài yêu thương một cách khiêm nhường, một cách chân thành, một cách hồn nhiên. Ngài yêu thương với nhiều bao dung, với nhiều quảng đại, với nhiều gần gũi. Ngài yêu thương mọi người, không phân biệt tôn giáo, không phân biệt dân thường hay chính quyền, không phân biệt giai cấp giàu nghèo. | ” |

Bài giảng của linh mục Phaolô Vũ Chí Hỷ, SSS, nghĩa tử của Tổng giám mục Phaolô trong thánh lễ tối ngày 16 tháng 3 năm 2018 tại Trung Tâm Mục Vụ Sài Gòn:
| “ | "Có phải Đức Tổng Phaolô, vừa như một người thầy trí thức uyên thâm, có khả năng tiếp cận cuộc sống muôn màu từ những chiều sâu hiện hữu, vừa là một người cha khả ái đáng kính, giảng dạy sáng tạo và rất mực trung thành với nội dung đạo lý Tin Mừng? Có nhiều khi ngài thật đơn giản, trình bày đề tài khúc chiết rõ ràng thuận lý, và cũng có nhiều khi nhiệt thành thẳng thắn, quá nghiêm nghị, trong cách ứng xử theo đầu óc phê phán nghiêm túc. Ấy thế, mà sau đó lại dịu dàng, bao dung như người mẹ hiền sẵn sàng lắng nghe, đồng cảm, xuề xòa, và không câu nệ hình thức. Nhưng cũng phải nhận rằng, đôi khi ngài siêu quá, hay siêu quá đến siêu thực lãng đãng, đến độ thường lãng quên nhiều sự việc chi li ở đời." | ” |

Tổng giám mục Huế Giuse Nguyễn Chí Linh, từng là học trò của cố Tổng giám mục Bùi Văn Đọc tại Đại Chủng viện Thánh Piô X Đà Lạt, nói về ký ức thời từng là chủng sinh:
| “ | Kí ức của tôi về ngài là một cha giáo trẻ trung và điểm đặc biệt là luôn luôn tươi cười. | ” |

## Tư liệu khác

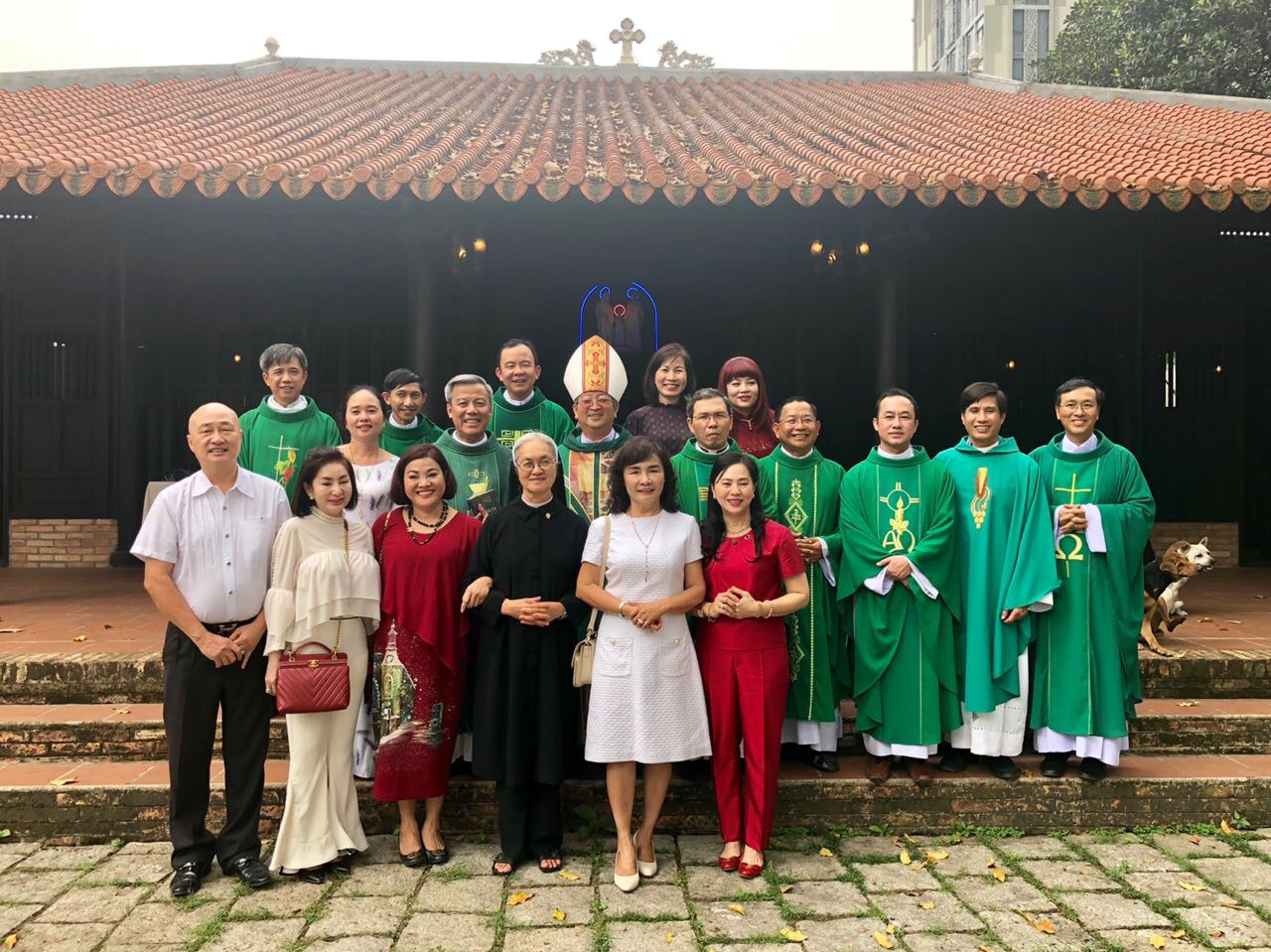
Gia đình linh tông của Tổng giám mục Phaolô Bùi Văn Đọc họp mặt ngày 22 tháng 1 năm 2018.
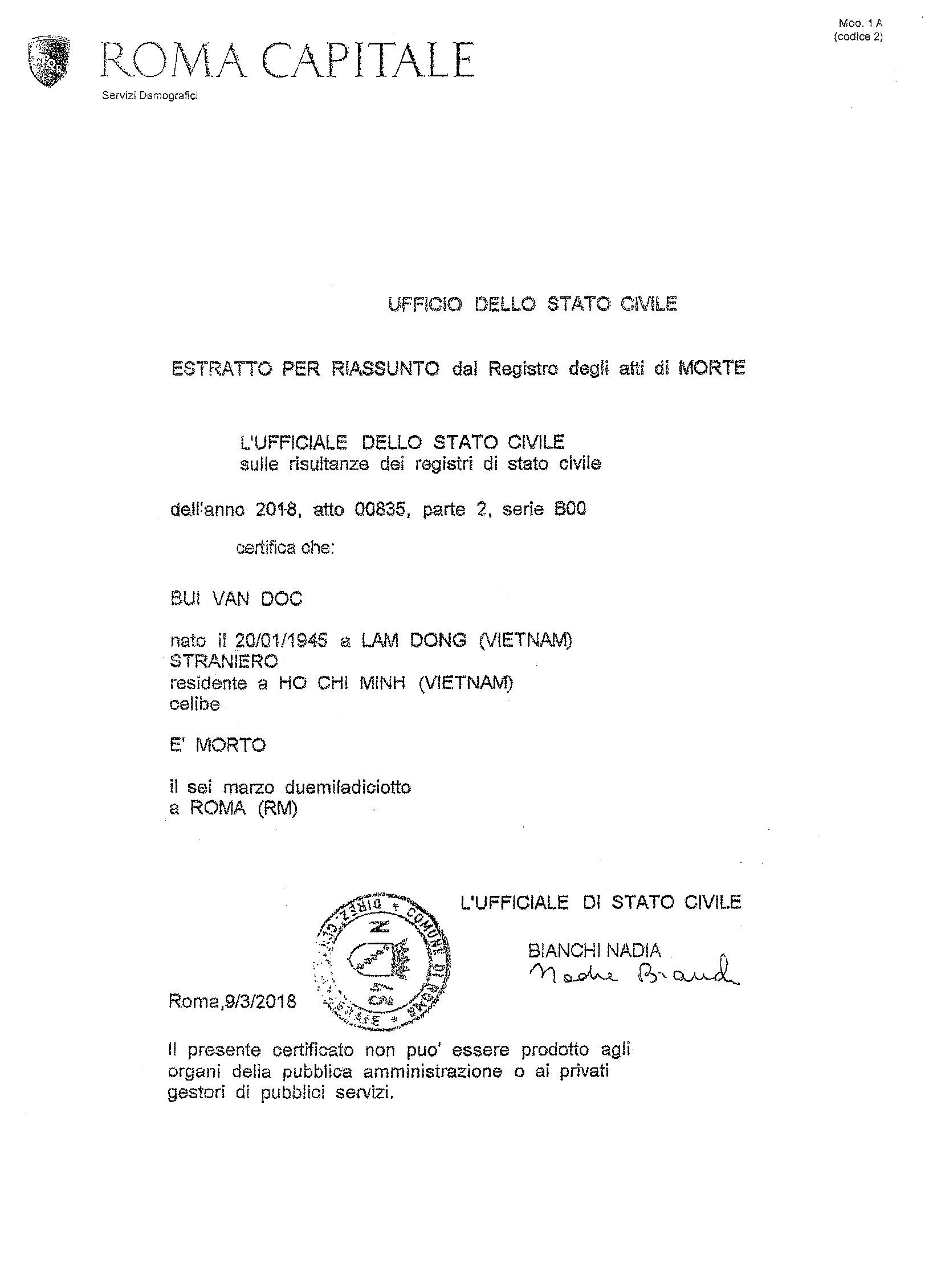
Trích lục chứng tử chính thức do Văn phòng Dân sự Rôma cấp ngày 9 tháng 3 năm 2018.